# بلانكون

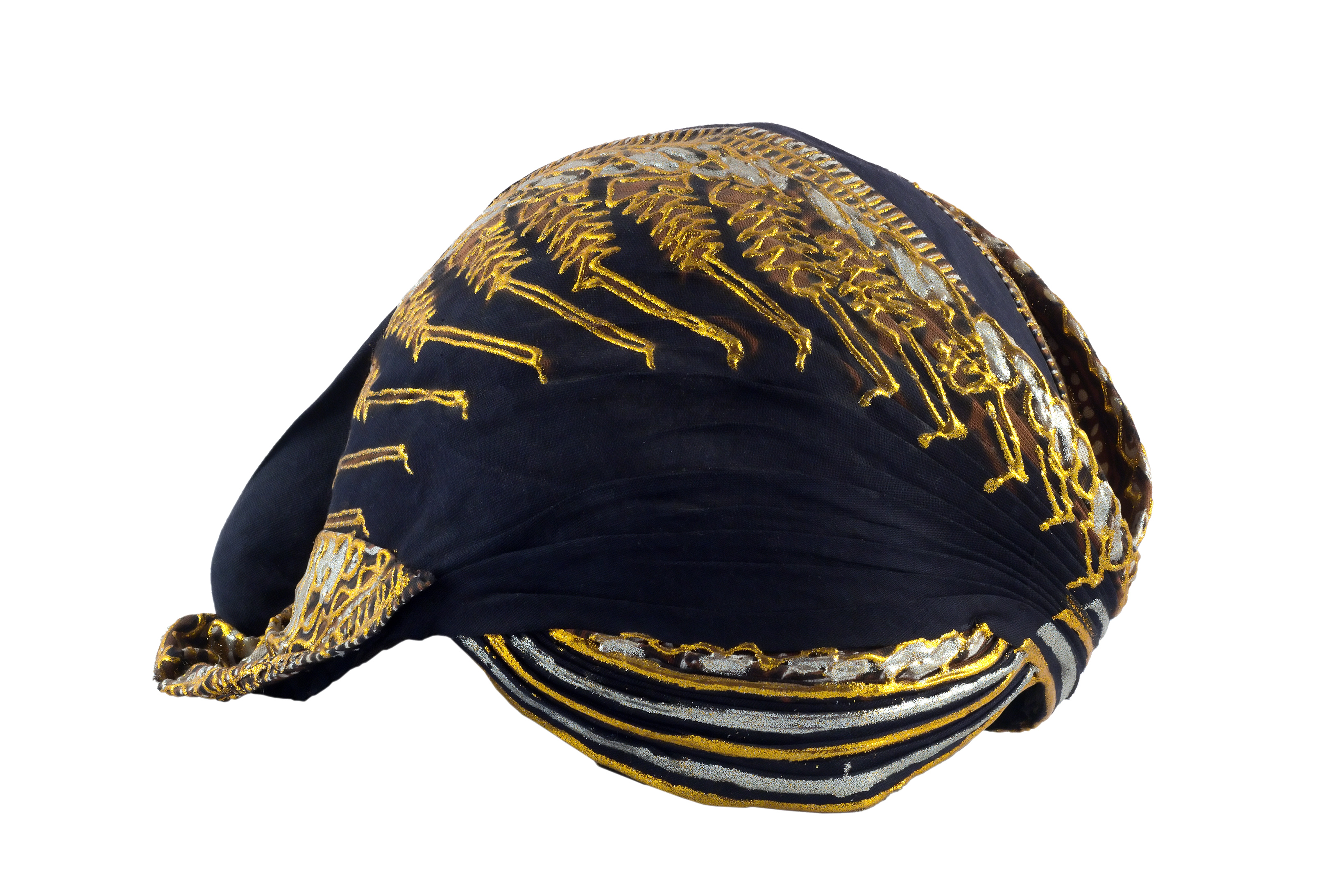
بلانكون بأسلوب نايوكرا كارتا، يتم إرتدائها من أجل الزفاف

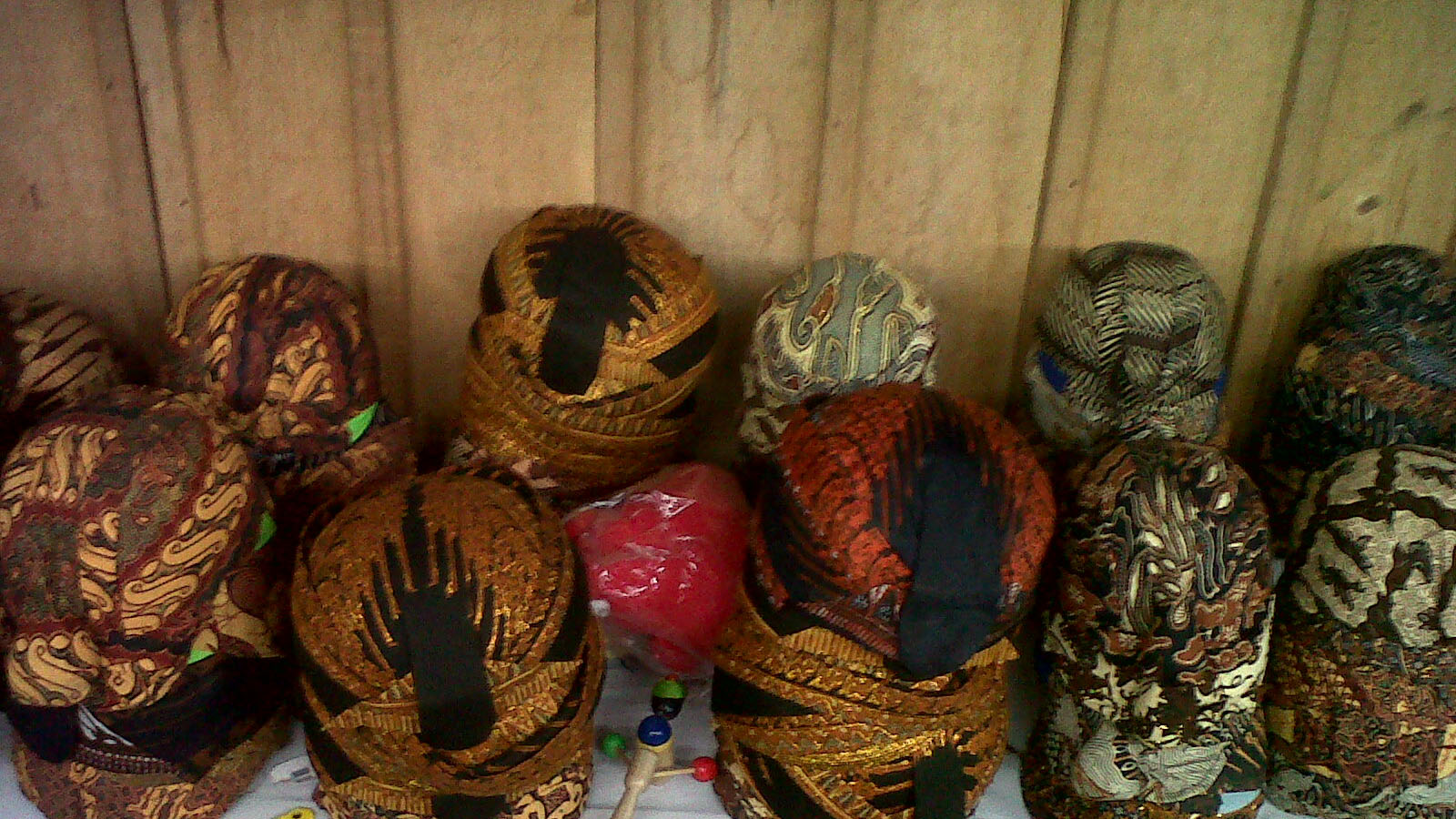
مجموعة من البلانكونات

البلانكون أو البيلانكون (لغة إندونيسية:Blangkon) غطاء رأس تقليدي يرتديه الرجال من الطائفة الجاوية، مصنوع من ألياف باتيك. هناك أربعة أنواع من البلانكونات، تختلف في أحجامها ومصادرها: يوغياكارتا، سوراكارتا، Kedu، و Banyumasan.

## التاريخ
يُعتقد أن البلانكونات مصدرها من القصة الأسطورية عن أجاي ساكا (Aji Saka). في القصة أجاي ساكا هزم العملاق المسمى ديواتا سينغكار (Dewata Cengkar) الذي يسيطر على أرض جاوة وذلك عن طريق تقسيم جزء كبير من غطاء الرأس الذي يرتديه ليغطي أرض جاوة بها. يُعتقد بإن أجاي ساكا هو مُؤسس التأريخ الجاوي.
هناك نظريات تقول أن استخدام البلانكون تأثر بالثقافة الهندوسية والإسلامية والتي تشبعت بالثقافة الجاوية. أول المسلمين الذين دخلوا أرض جاوة كانوا من أرض العرب ومن التجار الكجرات. يعتقد بأن البلانكون ينتمي إلي العمامة التي ارتداها تجار الكجرات.

## معرض الصور

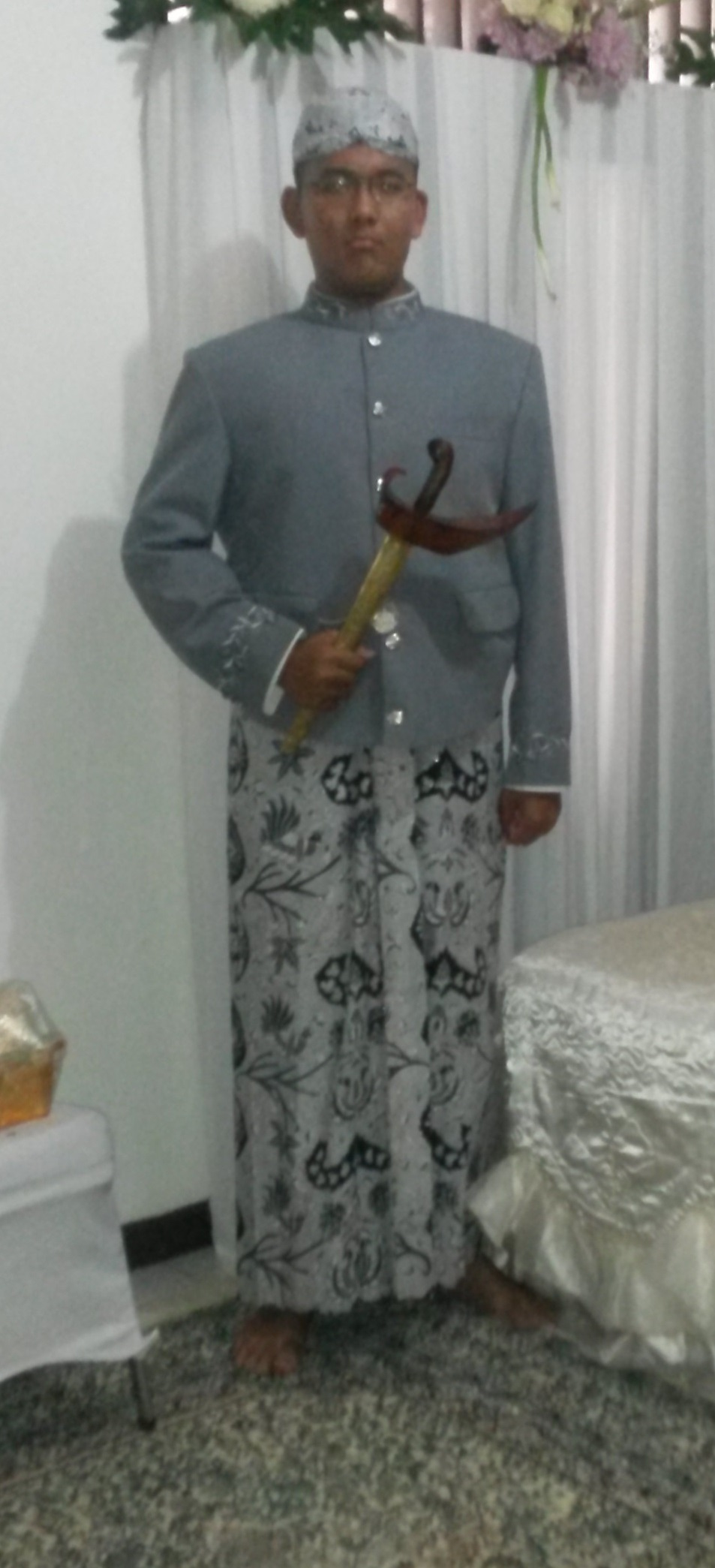
الملابس التقليدية الجاوية تأتي دائماً مرفقة بـكريس (سلاح)
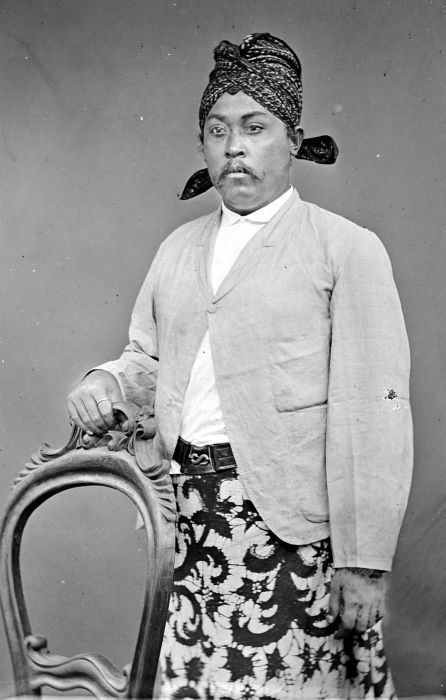
رجل يرتدي نسخة مربوطة من البلانكون
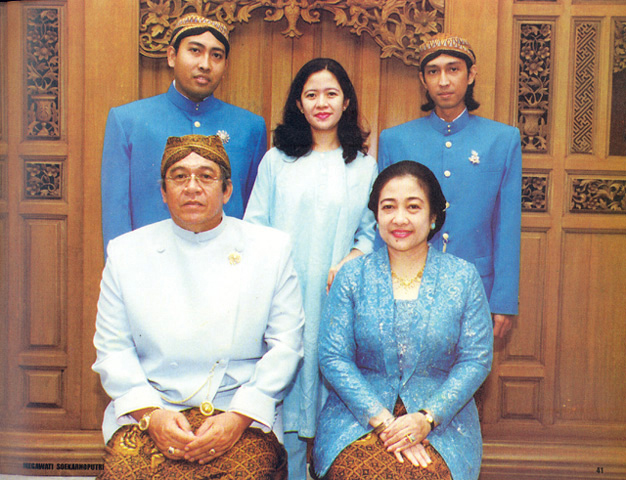
الرئيسة الأندونيسية الخامسة ميجاواتي سوكارنوبوتري مع عائلتها
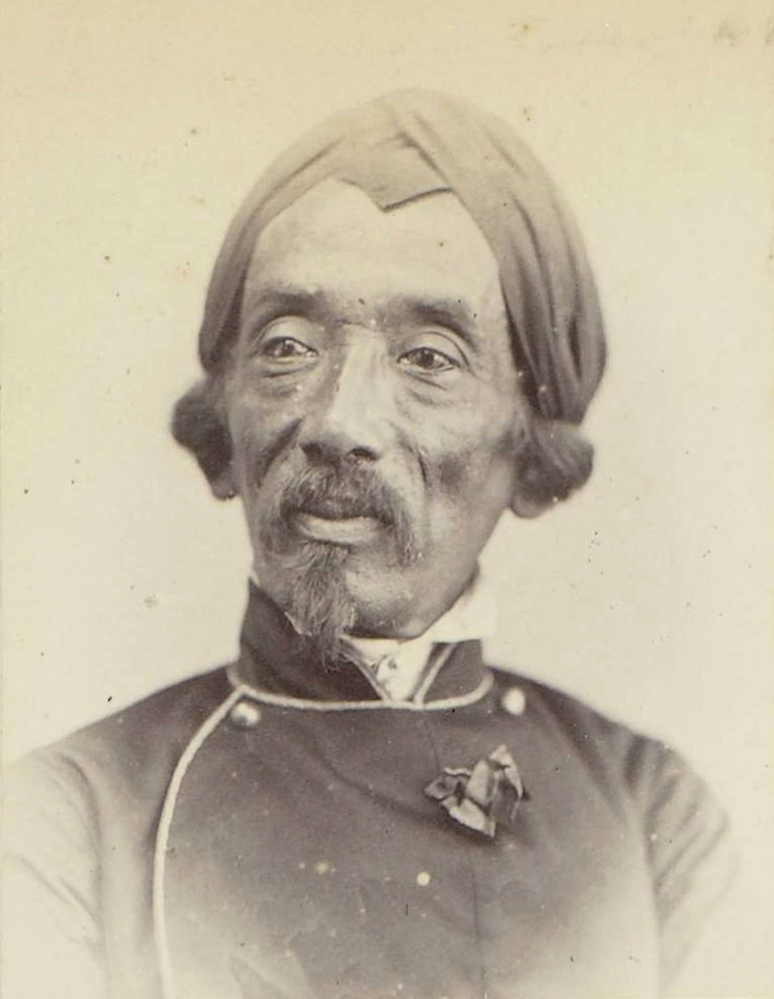
ردن صالح، رسام أندونسي من عصر الاستعمار
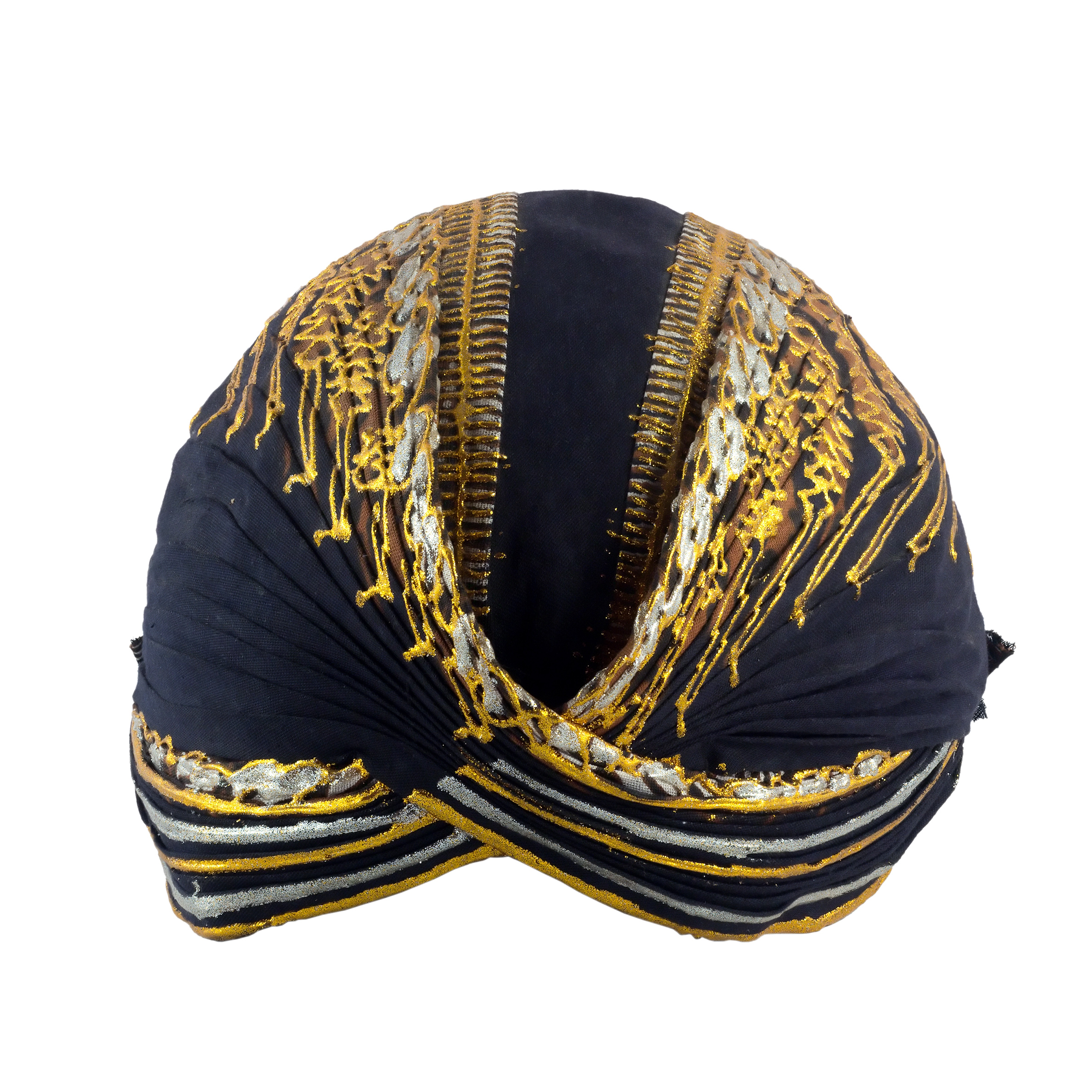
بلانكون بنظام يوغياكارتا
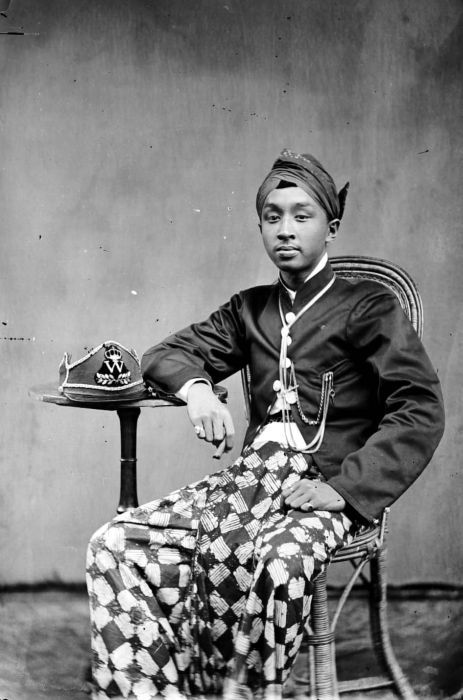
شاب صغير من فترة الإستعمار يرتدي البلانكون

## روابط إضافية
- Java Heritage - Blangkon